# Hamlin (Nueva York)
Hamlin es un pueblo ubicado en el condado de Monroe en el estado estadounidense de Nueva York. En el año 2000 tenía una población de 9,355 habitantes y una densidad poblacional de 781 personas por km².

## Geografía
Hamlin se encuentra ubicado en las coordenadas 43°18′11″N 77°55′16″O / 43.30306, -77.92111.

## Demografía
Según la Oficina del Censo en 2000 los ingresos medios por hogar en la localidad eran de $49,987, y los ingresos medios por familia eran $55,020. Los hombres tenían unos ingresos medios de $39,722 frente a los $24,698 para las mujeres. La renta per cápita para la localidad era de $18,978. Alrededor del 6% de la población estaban por debajo del umbral de pobreza.